# Anna Blinkovová
Anna Blinkovová (rusky Анна Владимировна Блинкова, Anna Vladimirovna Blinkova, * 10. září 1998 Moskva) je ruská profesionální tenistka. Ve své dosavadní kariéře na okruhu WTA Tour vyhrála jeden singlový a tři deblové turnaje. Po jednom turnajovém triumfu z dvouhry i čtyřhry vybojovala v sérii WTA 125K. V rámci okruhu ITF získala čtyři tituly ve dvouhře a jedenáct ve čtyřhře.
Na žebříčku WTA byla ve dvouhře nejvýše klasifikována v srpnu 2023 na 34. místě a ve čtyřhře v září 2020 na 45. místě.
V juniorském tenise si zahrála finále dvouhry ve Wimbledonu 2015, v němž ji porazila krajanka Sofja Žuková. Na juniorském kombinovaném žebříčku ITF nejvýše figurovala v srpnu 2015, kdy jí patřilo 3. místo.
V ruském týmu Billie Jean King Cupu debutovala v roce 2017 moskevským duelem 2. světové skupiny proti Tchaj-wanu, v němž podlehla Čang Kchaj-čen a po boku Kalinské vyhrála čtyřhru. Rusky zvítězily 4:1 na zápasy. Do roku 2025 v soutěži nastoupila ke dvěma mezistátním utkáním s bilancí 0–1 ve dvouhře a 2–0 ve čtyřhře.
Ve druhém kole Australian Open 2024 získala nejdelší zkrácenou hru v historii grandslamu proti světové trojce Jeleně Rybakinové poměrem míčů 22–20.

## Tenisová kariéra

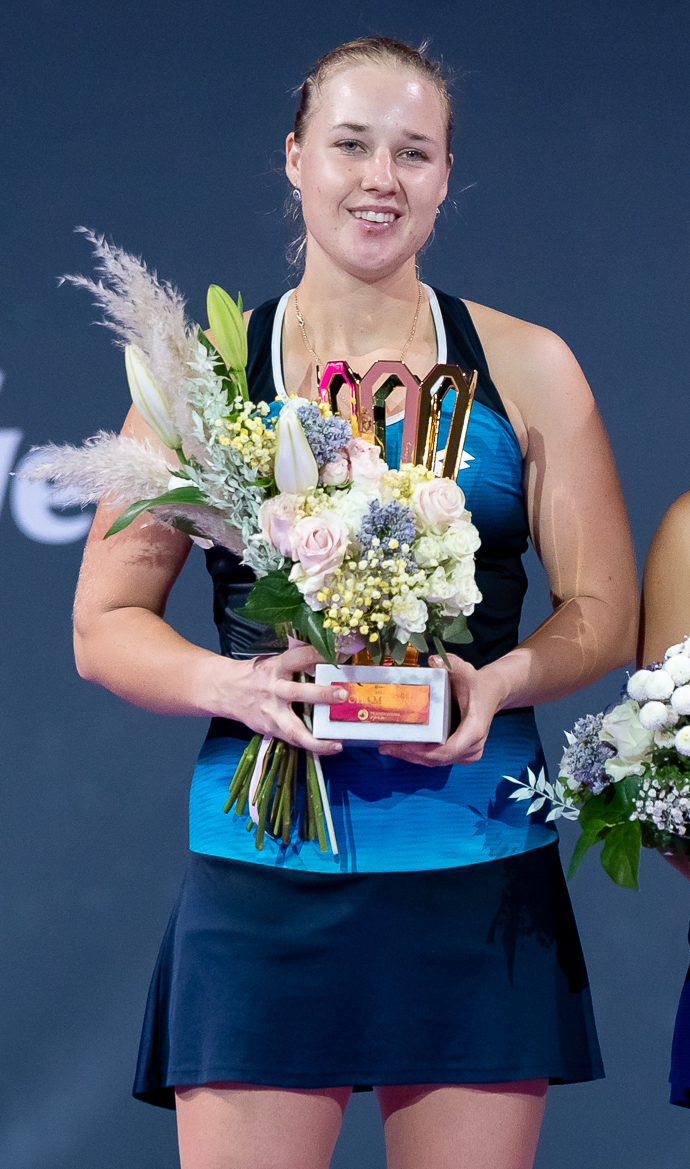
S trofejí z Transylvania Open 2022

V rámci hlavních soutěží událostí okruhu ITF debutovala v únoru 2015, když na turnaji v tuniském Marsá al-Qantáwí s dotací 10 tisíc dolarů postoupila z kvalifikace. Ve druhém kole dvouhry uhrála jen dva gemy na krajanku Xeniji Lykinovou. Z deblové tuniské soutěže si však připsala s Francouzkou Tessah Andrianjafitrimovou první titul. V lednu 2016 pak na stuttgartské události ITF s rozpočtem 10 tisíc dolarů vybojovala trofej v singlu, po výhře nad Řekyní Valentini Grammatikopoulouvou, tak i v deblu.
Na okruhu WTA Tour debutovala dubnovým Grand Prix SAR La Princesse Lalla Meryem 2016 v marockém Rabatu. Na úvod dvouhry podlehla švýcarské tenistce Timee Bacsinszké. První zápasové výhry dosáhla na říjnovém Kremlin Cupu 2016 v Moskvě, kde po dramatickém průběhu vyřadila Lotyšku Anastasiji Sevastovovou až 12:10 v tiebreaku rozhodující sady. Před druhým kolem z turnaje odstoupila.
Debut v hlavní soutěži nejvyšší grandslamové kategorie přišel v ženském singlu Australian Open 2017 po zvládnuté tříkolové kvalifikaci. Singlovou soutěž otevřela vítězstvím nad Rumunkou Monicou Niculescuvou a následně získala jen dvě hry na Karolínu Plíškovou.
Premiérové finále na okruhu WTA Tour odehrála ve čtyřhře Grand Prix SAR La Princesse Lalla Meryem 2018. Po boku Rumunky Ioany Raluky Olaruové v něm zdolaly španělsko-maďarskou dvojici Georgina Garcíaová Pérezová a Fanny Stollárová. Podruhé si deblové finále zahrála na únorovém Thailand Open 2019 v Hua Hinu. V páru s čínskou hráčkou Wang Ja-fan však v utkání nestačily na rumunský pár Irina-Camelia Beguová a Monica Niculescuová. Průlom do elitní světové stovky žebříčku WTA dvouhry zaznamenala v jeho vydání z 20. srpna 2018, když se posunula ze 101. na 100. místo. Sezónu 2018 zakončila poprvé jako členka Top 100 na 98. příčce.
Na Australian Open 2019 ji na úvod vyřadila Kristýna Plíšková. Do třetího kola prošla na pařížském French Open 2019 po třísetových výhrách nad Margaritou Gasparjanovou a Caroline Garciaovou. Stopku ji však v další třísetové bitvě vystavila Američanka Madison Keysová. V kvalifikačním kole Wimbledonu 2019 nezvládla koncovku rozhodující sady proti Tereze Martincové. Na US Open 2019 pak v zahajovacím střetnutí vyzvala světovou jedničku a obhájkyni trofeje Naomi Ósakaovou, proti níž dokázala uhrát jeden set. Po výhře nad Mihaelou Buzărnescuovou se podívala do čtvrtfinále prvního ročníku Bronx Open 2019, v němž podlehla Wang Čchiang. Do premiérového semifinále na túře WTA pak prošla během zářijového Guangzhou International Women's Open 2019 v Kantonu, když vyřadila Marii Bouzkovou. Mezi poslední čtveřicí však utržila porážku od Sofie Keninové.

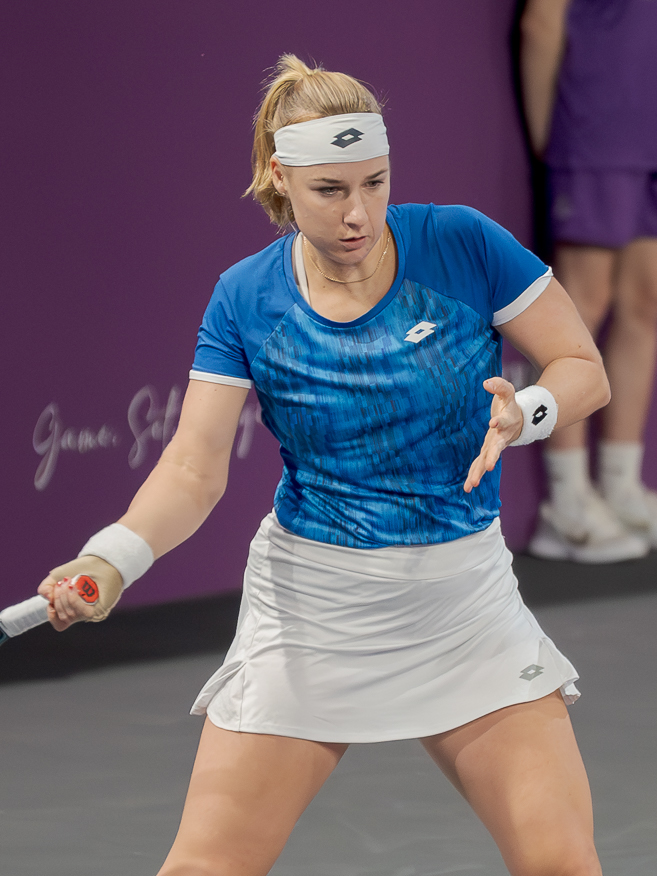
Forhend na Transylvania Open 2025

Přes druhou nasazenou Ukrajinku Anhelinu Kalininovou a krajanku Anastasiji Potapovovou postoupila na říjnovém Transylvania Open v Kluži do prvního singlového finále na túře WTA. V něm zdolala italskou světovou čtyřiasedmdesátku Jasminu Paoliniovou po třísetovém průběhu a získala první titul. Po více než roce se vrátila do elitní světové stovky, když se posunula ze 138. na 79. místo žebříčku. V probíhající sezóně se stala pátou šampionkou, která si musela postup do dvouhry zajistit v kvalifikaci.
V závěrečné sadě druhého kola Australian Open 2024 získala nejdelší zkrácenou hru v grandslamové historii proti světové trojce Jeleně Rybakinové poměrem míčů 22–20. Sama v ní odvrátila šest a Rybakinová sedm mečbolů. Blinkovová duel ukončila desátým mečbolem, když v průběhu třetího setu měla již předtím dva mečboly. Ve třetí fázi však podlehla Italce Jasmine Paoliniové.

## Finále na okruhu WTA Tour
| Legenda                                      |
| -------------------------------------------- |
| D – dvouhra; Č – čtyřhra                     |
| Grand Slam (0)                               |
| Turnaj mistryň (0)                           |
| Premier Mandatory & Premier 5 / WTA 1000 (0) |
| Premier / WTA 500 (0)                        |
| International / WTA 250 (1–1 D; 3–3 Č)       |

### Dvouhra: 2 (1–1)
| Stav       | č. | datum           | turnaj             | kategorie | povrch    | soupeřka ve finále | výsledek      |
| ---------- | -- | --------------- | ------------------ | --------- | --------- | ------------------ | ------------- |
| Vítězka    | 1. | 16. října 2022  | Kluž, Rumunsko     | WTA 250   | tvrdý (h) | Jasmine Paoliniová | 6–2, 3–6, 6–2 |
| Finalistka | 1. | 27. května 2023 | Štrasburk, Francie | WTA 250   | antuka    | Elina Svitolinová  | 2–6, 3–6      |

### Čtyřhra: 6 (3–3)
| Stav       | č. | datum          | turnaj                | kategorie     | povrch | spoluhráčka           | soupeřky ve finále                        | výsledek          |
| ---------- | -- | -------------- | --------------------- | ------------- | ------ | --------------------- | ----------------------------------------- | ----------------- |
| Vítězka    | 1. | 4. května 2018 | Rabat, Maroko         | International | antuka | Raluca Olaruová       | Georgina García Pérezová Fanny Stollárová | 6–4, 6–4          |
| Finalistka | 1. | 3. února 2019  | Hua Hin, Thajsko      | International | tvrdý  | Wang Ja-fan           | Irina-Camelia Beguová Monica Niculescuová | 6–2, 1–6, [10–12] |
| Finalistka | 2. | 19. února 2021 | Meblourne, Austrálie  | WTA 250       | tvrdý  | Anastasija Potapovová | Ankita Rainová Kamilla Rachimovová        | 6–2, 4–6, [7–10]  |
| Finalistka | 3. | září 2022      | Čennaí, Indie         | WTA 250       | tvrdý  | Natela Dzalamidzeová  | Gabriela Dabrowská Luisa Stefaniová       | 1–6, 2–6          |
| Vítězka    | 2. | září 2024      | Monastir, Tunisko     | WTA 250       | tvrdý  | Majar Šarífová        | Alina Kornějevová Anastasija Zacharovová  | 2–6, 6–1, [10–8]  |
| Vítězka    | 3. | březen 2025    | Austin, Spojené státy | WTA 250       | tvrdý  | Jüan Jüe              | Čang Šuaj McCartney Kesslerová            | 3–6, 6–1, [10–4]  |

## Finále série WTA 125
| Legenda                  |
| ------------------------ |
| D – dvouhra; Č – čtyřhra |
| WTA 125 (1–2 D; 1–0 Č)   |

### Dvouhra: 3 (1–2)
| Stav       | č. | datum       | turnaj                   | povrch | soupeřka ve finále      | výsledek      |
| ---------- | -- | ----------- | ------------------------ | ------ | ----------------------- | ------------- |
| Vítězka    | 1. | září 2019   | New Haven, Spojené státy | tvrdý  | Usue Maitane Arconadová | 6–4, 6–2      |
| Finalistka | 1. | květen 2022 | Saint-Malo, Francie      | antuka | Beatriz Haddad Maiová   | 6–7(3–7), 3–6 |
| Finalistka | 1. | říjen 2024  | Tampico, Mexiko          | tvrdý  | Marina Stakusicová      | 4–6, 6–2, 4–6 |

### Čtyřhra: 1 (1–0)
| Stav    | č. | datum     | turnaj                   | povrch | spoluhráčka         | soupeřky ve finále                    | výsledek         |
| ------- | -- | --------- | ------------------------ | ------ | ------------------- | ------------------------------------- | ---------------- |
| Vítězka | 1. | září 2019 | New Haven, Spojené státy | tvrdý  | Oxana Kalašnikovová | Usue Maitane Arconadová Jamie Loebová | 6–2, 4–6, [10–4] |

## Finále na okruhu ITF
| Dotace turnajů okruhu ITF | Dotace turnajů okruhu ITF |
| ------------------------- | ------------------------- |
| 100 000 $ tournaments     | 80 000 $ tournaments      |
| 75 000 $ tournaments      | 60 000 $ tournaments      |
| 50 000 $ tournaments      | 25 000 $ tournaments      |
| 15 000 $ tournaments      | 10 000 $ tournaments      |

### Dvouhra: 10 (4–6)
| Stav       | č. | datum       | turnaj                       | povrch     | soupeřka ve finále         | výsledek            |
| ---------- | -- | ----------- | ---------------------------- | ---------- | -------------------------- | ------------------- |
| Vítězka    | 1. | leden 2016  | Stuttgart, Německo           | tvrdý (h)  | Valentini Grammatikopoulou | 7–6(7–4), 2–6, 6–2  |
| Vítězka    | 2. | srpen 2016  | Westende, Belgie             | tvrdý      | Valentini Grammatikopoulou | 7–5, 6–2            |
| Finalistka | 1. | srpen 2016  | Almaty, Kazachstán           | antuka     | Viktorija Kamenská         | 6–1, 3–6, 2–6       |
| Finalistka | 2. | únor 2017   | Grenoble, Francie            | tvrdý      | Markéta Vondroušová        | 5–7, 4–6            |
| Vítězka    | 3. | březen 2018 | Croissy-Beaubourg, Francie   | tvrdý (h)  | Karolína Muchová           | bez boje            |
| Finalistka | 3. | květen 2019 | Trnava, Slovensko            | antuka     | Bernarda Peraová           | 5–7, 5–7            |
| Finalistka | 4. | leden 2022  | Andrézieux-Bouthéon, Francie | tvrdý (h)  | Ana Bogdanová              | 5–7, 3–6            |
| Finalistka | 5. | únor 2022   | l'Isère, Francie             | tvrdý (h)  | Katie Boulterová           | 6–7(2), 7–6(6), 2–6 |
| Finalistka | 6. | březen 2022 | Le Havre, Francie            | antuka (h) | Tamara Korpatschová        | 6–3, 2–6, 2–6       |
| Vítězka    | 4. | říjen 2024  | Macon, Spojené státy         | tvrdý      | Ann Liová                  | 2-6, 6-2, 7-6(4)    |

### Čtyřhra (11 titulů)
| č.  | datum         | turnaj                         | povrch    | spoluhráčka               | poražené finalistky                         | výsledek          |
| --- | ------------- | ------------------------------ | --------- | ------------------------- | ------------------------------------------- | ----------------- |
| 1.  | únor 2015     | Marsá al-Qantáwí, Tunisko      | tvrdý     | Tessah Andrianjafitrimová | Arabela Fernández Rabenerová Eva Wacannová  | 6–4, 6–0          |
| 2.  | leden 2016    | Stuttgart, Německo             | tvrdý (h) | Marija Marfutinová        | Laura Schaederová Anna Zajová               | 0–6, 6–4, [10–8]  |
| 3.  | prosinec 2016 | Ankara, Turecko                | tvrdý (h) | Lidzija Marozavová        | Sabina Šaripovová Jekatěrina Jašinová       | 4–6, 6–3, [11–9]  |
| 4.  | červen 2017   | Ilkley, Spojené království     | tráva     | Alla Kudrjavcevová        | Paula Kaniová Maryna Zanevská               | 6–1, 6–4          |
| 5.  | září 2017     | Petrohrad, Rusko               | tvrdý (h) | Veronika Kuděrmetovová    | Belinda Bencicová Michaela Hončová          | 6–3, 6–1          |
| 6.  | březen 2018   | Ču-chaj, Čína                  | tvrdý     | Lesley Kerkhoveová        | Nao Hibinová Danka Kovinićová               | 7–5, 6–4          |
| 7.  | říjen 2018    | Poitiers, Francie              | tvrdý (h) | Alexandra Panovová        | Viktorija Golubicová Arantxa Rusová         | 6–1, 6–1          |
| 8.  | květen 2019   | Wiesbaden, Německo             | antuka    | Yanina Wickmayerová       | Jaimee Fourlisová Kathinka von Deichmannová | 6–3, 4–6, [10–3]  |
| 9.  | květen 2019   | Cagnes-sur-Mer, Francie        | antuka    | Xenia Knollová            | Beatriz Haddad Maiová Luisa Stefaniová      | 4–6, 6–2, [14–12] |
| 10. | květen 2019   | Trnava, Slovensko              | antuka    | Xenia Knollová            | Cornelia Listerová Renata Voráčová          | 7–5, 7–5          |
| 11. | srpen 2022    | Bronx, New York, Spojené státy | tvrdý     | Simona Waltertová         | Han Na-re Hiroko Kuwatová                   | 6–3, 6–3          |

## Finále na juniorském Grand Slamu

### Dvouhra juniorek: 1 (1–0)
| Stav       | rok  | turnaj    | povrch | soupeřka ve finále | výsledek |
| ---------- | ---- | --------- | ------ | ------------------ | -------- |
| Finalistka | 2015 | Wimbledon | tráva  | Sofja Žuková       | 5–7, 4–6 |